# Agatha Raisin
Agatha Raisin è un personaggio immaginario nella serie di libri gialli scritti da Marion Chesney con lo pseudonimo di M. C. Beaton. Sono pubblicati in Gran Bretagna da Constable & Robinson, in America da St. Martins Press e in Italia da Astoria Edizioni.
Da Agatha Raisin e la quiche letale è stato tratto un film mentre da alcuni libri una serie televisiva omonima, sempre con Ashley Jensen a interpretare la protagonista.

## Personaggio
Agatha Raisin è un'agente di pubbliche relazioni di mezza età, frustrata ma interessante, trasferitasi da Londra a Carsely, nei Cotswolds, dopo aver venduto la sua società di pubbliche relazioni di Mayfair per un precoce pensionamento. Si trova a risolvere omicidi in ogni sua avventura, finché nel quindicesimo episodio della saga (Agatha Raisin and the deadly Dance) Agatha metterà in piedi la propria agenzia investigativa ufficiale. La polizia, ed alcuni dei suoi conoscenti, insistono sul fatto che lei risolve crimini per caso o per fortuna.
Nel primo libro, Agatha Raisin e la quiche letale (Astoria Ed. 2011), Agatha ha già cinquantatré anni e invecchierà poi, via via, durante la serie.
Nasce in un cadente palazzo di Birmingham, da Joseph e Margaret Styles, entrambi disoccupati e alcolisti che campano grazie a contributi statali e occasionali taccheggi. In una indimenticabile gita scolastica di una settimana nei Cotswolds, si innamora di quei posti che rimarranno sempre per lei un sogno da realizzare.
Agatha studia alla scuola pubblica, successivamente inizia a lavorare in un biscottificio e quando ha  risparmiato abbastanza denaro scappa a Londra. Qui frequenta un corso serale per diventare segretaria, in seguito al quale inizia a lavorare in un'agenzia di pubbliche relazioni, un campo che non abbandonerà più e nel quale raggiungerà il successo aprendo una sua propria società, che dirigerà fino all'età della pensione.
Ora vive nel villaggio di Carsely ma la sua agenzia investigativa, la Raisin Investigations, e il Quartier Generale della Polizia dove lavora anche il suo amico Bill Wong, sono nella vicina città di Mircester. Anche se Carsely e Mircester sono villaggi di fantasia, sono ispirati da  luoghi reali; Agatha frequenta, abbastanza spesso, anche posti come Evesham, Moreton-in-Marsh, Stow-on-the-Wold, Chipping Campden ed altri villaggi vicini.
Nel suo primo caso, Agatha è appena arrivata a Carsely e sente parlare di un concorso di quiche. Fermamente intenzionata a diventare subito famosa nel villaggio, ed essendo del tutto incapace di cucinare, compra una quiche in un rinomato negozio di Londra e con quella partecipa alla gara, indignandosi quando non viene proclamata vincitrice. Però più tardi il giudice del concorso, Reg Cummings-Browne, mangiando un'altra fetta, morirà avvelenato dalla cicuta mischiata agli spinaci nella quiche di Agatha. Frustrata dall'avvenimento, Agatha dovrà mettere a repentaglio la propria incolumità per scoprire chi ha avvelenato il giudice e quindi cancellare il proprio nome dalla lista degli indiziati.

## Libri
1. Agatha Raisin e la quiche letale (Agatha Raisin and the Quiche of Death, 1992)
2. Agatha Raisin e il veterinario crudele (Agatha Raisin and the Vicious Vet, 1993)
3. Agatha Raisin e la giardiniera invasata (Agatha Raisin and the Potted Gardener, 1994)
4. Agatha Raisin e i Camminatori di Dembley (Agatha Raisin and the Walkers of Dembley, 1995)
5. Agatha Raisin e il matrimonio assassino (Agatha Raisin and the Murderous Marriage, 1996)
6. Agatha Raisin e la turista terribile (Agatha Raisin and the Terrible Tourist, 1997)
7. Agatha Raisin e la sorgente della morte (Agatha Raisin and the Wellspring of Death, 1998)
8. Agatha Raisin e il mago di Evesham (Agatha Raisin and the Wizard of Evesham, 1999)
9. Agatha Raisin e la strega di Wyckhadden (Agatha Raisin and the Witch of Wyckhadden, 1999)
10. Agatha Raisin e le fate di Fryfam (Agatha Raisin and the Fairies of Fryfam, 2000)
11. Agatha Raisin e l'amore infernale (Agatha Raisin and the Love from Hell, 2001)
12. Agatha Raisin e i giorni del diluvio (Agatha Raisin and the Day the Floods Came, 2002)
13. Agatha Raisin ed il caso del curioso curato (Agatha Raisin and the Case of the Curious Curate, 2003)
14. Agatha Raisin e la casa infestata (Agatha Raisin and the Hounted House, 2003)
15. Agatha Raisin e il ballo mortale (Agatha Raisin and the Deadly Dance, 2004)
16. Agatha Raisin e il modello di virtù (Agatha Raisin and the Perfect Paragon, 2005)
17. Agatha Raisin. Amore, bugie e liquori (Love, Lies and Liquor: An Agatha Raisin mystery, 2006)
18. Agatha Raisin. Natale addio! (Kissing Christmas Goodbye: An Agatha Raisin mystery, 2007)
19. Agatha Raisin e una cucchiaiata di veleno (Agatha Raisin and a Spoonful of Poison, 2008)
20. Agatha Raisin. Arriva la sposa! (There Goes the Bride, 2009)
21. Agatha Raisin e l'insopportabile ficcanaso (Agatha Raisin and the Busy Body, 2010)
22. Agatha Raisin. Il maiale allo spiedo (Agatha Raisin - As the Pig Turns, 2011)
23. Agatha Raisin. Sibili e sussurri (Agatha Raisin - Hiss and Hers, 2012)
24. Agatha Raisin. Il prestito fatale (Something Borrowed, Someone Dead, 2013)
25. Agatha Raisin. Panico in sala (The Blood of an Englishman: An Agatha Raisin mystery, 2014)
26. Agatha Raisin. La psicologa impicciona (Dishing the Dirt: An Agatha Raisin Mystery, 2015)
27. Agatha Raisin. Morti e sepolti (Agatha Raisin - Pushing Up Daisies, 2016)
28. Agatha Raisin. L'albero delle streghe (Agatha Raisin and the Witches' Tree, 2017)
29. Agatha Raisin. Campane a morto (Agatha Raisin and the Dead Ringer, 2018)
30. Agatha Raisin: L'innocenza dell'asino (Agatha Raisin - Beating about the Bush, 2019)
31. Agatha Raisin: Corsa a ostacoli (Agatha Raisin - Hot to Trot, 2020)
32. Agatha Raisin: Tutto d'un fiato!, 2021
33. Agatha Raisin: Le delizie del diavolo, 2022
34. Agatha Raisin: La freccia funesta, 2023

## Personaggi ricorrenti
- Bill Wong - detective della polizia e amico
- James Lacey - vicino con cui Agatha ha una rapporto romantico discontinuo
- Sir Charles Fraith - amico di Agatha noto per essere piuttosto avaro, ha una relazione discontinua con lei
- Mrs Margaret Bloxby - moglie del pastore, ammira molto Agatha ed è sempre alla ricerca di ciò che la può interessare
- Roy Silver - ex collega di lavoro della società di pubbliche relazioni di cui Agatha era proprietaria
- Miss Kylie Simms - ragazza madre di Carsely e segretaria della Società delle Dame
- Toni Gilmour - assunta nell'agenzia investigativa di Agatha, diciottenne e molto attraente, Agatha è molto protettiva nei suoi confronti, a volte anche troppo
- Phil Marshall e Patrick Mulligan - investigatori assunti nell'agenzia di Agatha
- Mrs Freedman - segretaria dell'agenzia investigativa
- Harry Beam - originariamente lavorava al posto di Toni Gilmour, appare negli ultimi libri
- Doris Simpson - la sempre presente signora delle pulizie e buona amica di Agatha, cura i suoi gatti (Hodge e Boswell) quando è via
- Il pastore, Alf Bloxby - vicario di Carsely - nutre un vero disprezzo verso Agatha, anche se lei lo ha aiutato quando ha avuto una crisi di fede e anche quando è stato accusato di omicidio. Ha, inoltre, in antipatia molti dei suoi parrocchiani.
- Mr e Mrs Wong - I genitori di Bill Wong. La madre è nata nel Gloucestershire, mentre il padre è di Hong Kong. La madre è una cuoca terribile e sono entrambi noti per mangiare in ristoranti pessimi. Sono noti anche per la loro passione per l'arredamento sgargiante e squallido.